# Клюшкин, Алексей Степанович
Алексей Степанович Клюшкин (1916—1985) — советский лётчик торпедоносной и бомбардировочной авиации во время Великой Отечественной войны, Герой Советского Союза (22.01.1944). Подполковник (25.10.1952).

## Биография
Родился 22 февраля 1916 года в городе Орехово-Зуево (ныне — Московская область). После окончания семи классов школы работал слесарем на заводе «Карболит». 
В августе 1937 года был призван на службу в Рабоче-крестьянский Красный Флот. Окончил школу младших авиационных специалистов (1938). С января по август 1938 года служил стрелком-радистом в авиационной части на аэродроме Сучан на Дальнем Востоке, оттуда его вновь направили учиться. Окончил Военно-морское авиационное училище имени С. Леваневского в Николаеве (1940). С ноября 1940 года служил во 2-м минно-торпедном авиационном полку ВВС Черноморского флота младшим лётчиком-наблюдателем, затем стал в нём же стрелком-бомбардиром. Освоил самолёты Р-5, МБР-2 и ДБ-3ф.
С июня 1941 года младший лейтенант А. С. Клюшкин участвовал в Великой Отечественной войне. Воевал в том же 2-м минно-торпедном авиаполку, который за исключительные боевые заслуги приказом Народного комиссара ВМФ Союза ССР № 73 от 3 апреля 1942 года был удостоен гвардейского звания и преобразован в 5-й гвардейский минно-торпедный авиационный полк. Стал штурманом звена в полку. В первые месяцы войны выполнял дальние рейды на бомбардировку объектов Бухареста, Плоешти, Констанцы, Сулины и стратегически важного Черноводского моста через Дунай. Участник обороны Одессы, обороны Севастополя и битвы за Кавказ.
В январе 1943 года переведён штурманом в 36-й дальнебомбардировочный авиационный полк ВВС флота. Полк в это время был выведен в тыл и служба Клюшкина в нём началась с командировки в Иран, где он получил от союзников самолёт А-20G «Бостон» и прошёл на нём первичное обучение, затем участвовал в перегоне самолётов на аэродромы Грузинской ССР и там завершил освоение этого самолёта. 30 апреля 1943 года впервые вылетел в бой на новом самолёте. 
Член ВКП(б) с 1943 года.
28 сентября 1943 года участвовал в дневном авианалёте на румынскую военно-морскую базу Констанца в экипаже Александра Рыхлова, был тяжело ранен в голову зенитным снарядом над целью, остался без глаза (второй глаз частично утратил зрение), но выполнил сброс торпеды на румынский миноносец и вместе с раненым командиром сумел довести свой самолёт до аэродрома. В этом вылете полк понёс тяжелые потери, сбито 3 самолёта, погибли командир группы полковник Ш. Б. Бидзинашвили и штурман полка капитан Ш. А. Кордонский
К тому времени он совершил в общей сложности 81 боевой вылет, потопив лично сторожевой корабль, 2 буксира, 1 нефтеналивную баржу и 5 быстроходных десантных барж противника, повредил 1 транспорт, уничтожил на земле 2 немецких самолёта. В составе группы участвовал в потоплении транспорта и в повреждении ещё 2-х транспортов.
Указом Президиума Верховного Совета СССР «О присвоении звания Героя Советского Союза офицерскому составу Военно-Морского флота» от 22 января 1944 года за «образцовое выполнение боевых заданий командования на фронте борьбы с немецкими захватчиками и проявленные при этом отвагу и геройство» был удостоен высокого звания Героя Советского Союза с вручением ордена Ленина и медали «Золотая Звезда» за номером 3546.
После многомесячного лечения в госпитале вернулся в полк (к тому времени преобразованном в 36-й минно-торпедный авиационный полк) только в марте 1944 года, несмотря на свою инвалидность. Участвовал в Крымской наступательной операции, после её завершения с полком убыл с Чёрного моря на Северный флот, где участвовал в обороне Заполярья и в Петсамо-Киркенесской наступательной операции.
В декабре 1944 года переведён для дальнейшей службы на Высшие офицерские курсы ВВС ВМФ, где служил адъюнктом кафедры тактики, адъюнктом кафедры штурманской и метеорологической службы. С мая 1947 года служил старшим офицером по планированию лётной подготовки штурманско-лётного центра авиации ВМС. С марта 1949 года был заместителем начальника штаба 2-го учебного авиаполка, а с декабря 1951 — первым заместителем командира — начальником штаба эскадрильи подготовки штурманов Высший офицерских лётно-тактических курсов авиации ВМС. В 1955 году подполковник А. С. Клюшкин был уволен в отставку по болезни. 
Проживал в Риге, работал мастером производственного обучения Рижского мореходного училища, затем старшим методистом в водолазно-спасательном отделе Министерства коммунального хозяйства Латвийской ССР. Скончался 22 мая 1985 года. Похоронен на кладбище «Лачупес» в Риге.

## Награды
- медаль «Золотая Звезда» Героя Советского Союза (22.01.1944)
- орден Ленина (22.01.1944)
- Орден Красного Знамени (10.05.1942)
- Орден Отечественной войны 1-й степени (11.03.1985)
- Два ордена Красной Звезды (27.09.1943, 26.02.1953)
- Медаль «За боевые заслуги» (6.11.1947)
- Медаль «За оборону Одессы»
- Медаль «За оборону Севастополя»
- Медаль «За оборону Кавказа»
- Ряд других медалей[3]

## Память
- В Орехово-Зуево установлена мемориальная доска в честь А. С. Клюшкина.